# Валлерсдорф
Валлерсдорф (нім. Wallersdorf) — громада в Німеччині, знаходиться в землі Баварія. Підпорядковується адміністративному округу Нижня Баварія. Входить до складу району Дінгольфінг-Ландау.
Площа — 71,15 км2. Населення становить 7175 ос. (станом на 31 грудня 2020).